# Satojärvi
Satojärvi är en sjö i Finland. Den ligger i kommunen Sodankylä i landskapet Lappland, i den norra delen av landet, 800 km norr om huvudstaden Helsingfors. Satojärvi ligger 222,2 meter över havet. Den ligger vid sjön Saiveljärvi.Arean är 99,2 hektar och strandlinjen är 4,89 kilometer lång. Sjön  ingår i Kemi älvs huvudavrinningsområde. 